# Ben Winchell
Benjamin «Ben» Winchell (Atlanta, Georgia, 3 de julio de 1994) es un actor estadounidense. Es conocido por interpretar a Aiden en Teen Spirit, a Dixon Ticonderoga en A.N.T. Farm y a Max Steel en Max Steel.

## Biografía
Winchell nació el 3 de julio de 1994 en Atlanta, Georgia.

### Carrera
En 2011, Winchell interpretó el papel de Aiden en la película para televisión Teen Spirit, que fue estrenada el 7 de agosto en ABC Family. También dio vida a Eric en la serie de USA Network Necessary Roughness.
En 2013, Winchell protagonizó a Dixon Ticonderoga en la sitcom de Disney Channel A.N.T. Farm.
En 2015, Winchell dio vida a Benjamin en el drama juvenil de MTV Finding Carter.
Winchell fue elegido para interpretar el rol titular en la película de acción en vivo Max Steel, junto a Ana Villafañe. La película es producida por Open Road Films y dirigida por Sterward Hendler.
Winchell también protagoniza la película Carrie Pilby junto con Hailee Steinfeld y Tom Wilkinson, cuya filmación empezó en septiembre de 2015 y donde interpreta a Cy.

## Filmografía
| Cine       | Cine                               | Cine                    | Cine                     |
| Año        | Película                           | Rol                     | Notas                    |
| ---------- | ---------------------------------- | ----------------------- | ------------------------ |
| 2011       | Mandie and the Forgotten Christmas | Robert                  |                          |
| 2013       | The Last of Robin Hood             | Jack                    |                          |
| 2015       | Max Steel                          | Max McGrath / Max Steel | Posproducción            |
| 2016       | Carrie Pilby                       | Cy                      | Preproducción            |
| 2016       | Labor of Love                      |                         | Preproducción            |
| Televisión |                                    |                         |                          |
| Año        | Título                             | Rol                     | Notas                    |
| 2010       | The Pregnancy Pact                 | Troy                    | Película para televisión |
| 2011       | Teen Spirit                        | Aiden                   | Película para televisión |
| 2011-2012  | Necessary Roughness                | Eric                    | 2 episodios              |
| 2012       | My Super Psycho Sweet 16: Part 3   | Leo Fincher             | Película para televisión |
| 2013       | Company Town                       | Kirk                    | Película para televisión |
| 2013-2014  | A.N.T. Farm                        | Dixon Ticonderoga       | 3 episodios              |
| 2014       | The Red Road                       | Brad                    | 2 episodios              |
| 2015       | Finding Carter                     | Benjamin "Ben" Wallace  | Personaje recurrente     |